# Buenas noches, señores
Buenas noches, señores es una serie de televisión de 13 episodios, protagonizada por Julia Gutiérrez Caba, dirigida por Gustavo Pérez Puig, con guiones de Víctor Ruiz Iriarte y emitida por Televisión española en 1972.

## Argumento
La serie presenta, en episodios sin relación argumental, escenas domésticas y costumbristas de la vida española de la época. El único hilo conductor es la protagonista.

## Listado de episodios (parcial)
- La mano derecha – 17 de mayo de 1972
  - Ismael Merlo
  - Valentín Tornos

- Evasión – 7 de junio de 1972
  - Manuel Collado

- Nuestro hogar - 14 de junio de 1972
  - Manuel Dicenta
  - Francisco Piquer
  - Luis Varela

- Intermedio sentimental - 23 de junio de 1972
  - Fernando Guillén
  - José Sacristán
  - Tina Sáinz

- Nocturno - 28 de junio de 1972
  - José Bódalo
  - Enriqueta Carballeira

- Profesora de inglés - 5 de julio de 1972
  - Rafael Arcos
  - Mercedes Prendes

- Esta vida difícil - 2 de julio de 1972
  - Fernando Delgado
  - Encarna Paso
  - Pastor Serrador

- Diálogos de medianoche - 26 de julio de 1972
  - Manuel Alexandre
  - Pablo Sanz

- El aniversario  - 2 de agosto de 1972
  - Tota Alba
  - Rogelio Madrid
  - Luis Prendes

- La hora del ángel - 9 de agosto de 1972
  - Alberto de Mendoza
  - Jesús Puente

- Mundo femenino – 16 de agosto

## Premios
- TP de Oro (1972): Mejor Actriz Nacional: Julia Gutiérrez Caba.
- Antena de Oro (1972). Julia Gutiérrez Caba.